# Arnold Jonke
Arnold Jonke (Gmünd, 25 dicembre 1962) è un ex canottiere austriaco.

## Palmarès
Olimpiadi
- 1 medaglia:
  - 1 argento (Barcellona 1992 nel due di coppia)

Mondiali
- 2 medaglie:
  - 1 oro (Tasmania 1990 nel M2x)
  - 1 bronzo (Bled 1989 nel M2x)